# دراگوشیتسا
دراگوشیتسا (به صربی: Dragušica) یک منطقهٔ مسکونی در صربستان است که در کنیچ واقع شده‌است.